# Hazel Brooks
Hazel Brooks (Città del Capo, 8 settembre 1924 – Bel Air, 18 settembre 2002) è stata un'attrice e modella statunitense.

## Biografia
Nata in Sudafrica, crebbe negli Stati Uniti d'America. Nel 1943, a 18 anni, fu messa sotto contratto dalla MGM per cui girò una serie di film negli anni quaranta. Toccò l'acme della carriera come protagonista a fianco di John Garfield in Anima e corpo.
Suscitò pettegolezzi nel 1944 il suo matrimonio con lo scenografo Cedric Gibbons: lei diciannovenne, lui 51enne. Il matrimonio durò fino al 1960,  quando lo scenografo morì. In seguito Hazel Brooks sposò Rex Ross, un medico chirurgo, fondatore del Non-invasive Vascular Clinic all'ospedale di Hollywood, che morì nel 1999.
Hazel Brooks morì a Bel Air nel 2002 a 78 anni.

## Filmografia
- Mademoiselle du Barry (Du Barry Was a Lady), regia di Roy Del Ruth (1943) - (non accreditata)
- Girl Crazy, regia di Norman Taurog e Busby Berkeley (1943)
- Rationing, regia di Willis Goldbeck (1944)
- Patrolling the Ether, regia di Paul Burnford (1944) - corto
- Meet the People, regia di Charles Reisner (1944)
- Il matrimonio è un affare privato (Marriage Is a Private Affair), regia di Robert Z. Leonard (1944)
- Missione segreta (Thirty Seconds Over Tokyo), regia di Mervyn LeRoy (1944)
- Senza amore (Without Love), regia di Harold S. Bucquet (1945)
- Le ragazze di Harvey (The Harvey Girls), regia di George Sidney (1946)
- Anima e corpo (Body and Soul), regia di Robert Rossen (1947)
- Arco di trionfo (Arch of Triumph), regia di Lewis Milestone (1948)
- Donne e veleni (Sleep, My Love), regia di Douglas Sirk (1948)
- The Basketball Fix, regia di Felix E. Feist (1951)
- The I Don't Care Girl, regia di Lloyd Bacon (1953)